# Fausto Zadra
Fausto Zadra, né le 20 mars 1934 à Barranquitas et mort le 17 mai 2001, est un pianiste et enseignant argentin.

## Biographie
Fausto Zadra est né de parents italiens. Il étudie l'harmonie dès l'âge de quatre ans et donne son premier concert public à neuf ans. Il se rend ensuite à Buenos Aires, où il étudie auprès du pianiste italien Vincenzo Scaramuzza, avant de partir pour son pays d'origine en 1955, à l'invitation du pianiste Carlo Zecchi, rencontré à l'occasion d'une tournée en Argentine. Impressionné par le talent du jeune musicien, ce dernier lui procure une bourse d'études pour l'Académie Sainte Cécile à Rome. C'est à Rome que Fausto Zadra rencontre sa femme, la pianiste belge Marie Louise Bastyns, avec laquelle il a trois enfants.
S'il donne de nombreux récitals et mène une intéressante carrière de concertiste, jouant notamment en solo et avec l'Orchestre de chambre de Lausanne, l'Orchestre international des jeunes de Montreux ou l'Orchestre de la Radio Télévision roumaine, Fausto Zadra s'intéresse avant tout aux questions liées à la pédagogie et à la didactique de la musique. Il fonde ainsi en Italie, avec Carlo Zecchi, le Festival de Taormina, puis le Festival de Sorrente, qui allient représentations, cours, séminaires et ateliers donnés par des prestigieux pianistes invités. Présent également en Suisse romande, Fausto Zadra enseigne au Conservatoire de Lausanne entre 1979 et 1983, mais il est surtout le créateur du Centre international d'études musicales (CIEM), d'abord créé à Rome, puis exporté à Pully. C'est cette entité qui soutient l'Ecole internationale de piano de Pully. Fondateur et principal enseignant de ce lieu d'études, Fausto Zadra y reçoit des élèves diplômés désireux de parfaire leur maîtrise pianistique et y dispense des cours d'interprétation publics. 
Fausto Zadra meurt subitement pendant un concert à Rome, au théâtre Ghione, le 17 mai 2001. Son décès met fin aux activités du CIEM, ainsi que de l'école internationale de musique de Pully. Son enseignement a marqué une génération de pianistes, comme Pierre Goy, Fabio Maffei, Jean-François Antonioli, Didier Castell-Jacomin, Filippo Balducci, Alessandro Drago, Marie-Christine Calvet ou Riccardo Zadra (en). Il est inhumé à Trente, en Italie.

## Sources
- « Fausto Zadra », sur la base de données des personnalités vaudoises sur la plateforme « Patrinum » de la Bibliothèque cantonale et universitaire de Lausanne.
- "Bonne nouvelle pour le Conservatoire de Lausanne", Tribune Le Matin, 1979/04/02, p. 12
- "Fausto Zadra à Montbenon", Tribune-Le Matin, 1983/03/17
- "Fondation CIEM Mozart
- enseignement de groupe", 24 Heures, 1989/10/23, p. 20
- Chenal, Mathieu, 24 Heures, 1999/03/16.